# Regeringsformatie België 1948
Na de val van de regering-Spaak III (bestaande uit de christendemocratische CVP-PSC en de socialistische BSP-PSB) op 19 november 1948 ging de formatie van een nieuwe Belgische regering van start. De formatie duurde 9 dagen en leidde tot de vorming van de regering-Spaak IV.

## Verloop van de formatie

### Aanloop naar de formatie
De beslissing van minister van Justitie Paul Struye (PSC) om de terdoodveroordeling van de rexistische oorlogsmisdadigers François Boveroulle en Arthur Surin om te zetten in een levenslange celstraf leidde tot heel wat ophef. Naar aanleiding hiervan werd Struye op 18 november 1948 geïnterpelleerd door onder meer het socialistische Kamerlid Leo Collard. Dezelfde dag legde de socialistische Kamerfractie een motie voor waarin de genadeverlening van de minister aan Boveroulle en Surin werd afgekeurd, waardoor Struye zich genoodzaakt zag om ontslag te nemen als minister. Hierdoor ontstond een regeringscrisis, omdat Struye volledige steun genoot van zijn CVP-PSC-collega's in de regering. De volgende dag bood premier Paul-Henri Spaak (PSB) aan prins-regent Karel het ontslag van de regering-Spaak III aan. Deze aanvaardde het ontslag en belastte de regering met de afhandeling van de lopende zaken.
Dezelfde dag nog vatte de prins-regent raadplegingen aan en ontving hij Kamervoorzitter Frans Van Cauwelaert en partijvoorzitters August de Schryver (CVP-PSC), Max Buset (BSP-PSB), Roger Motz (Liberale Partij) en Julien Lahaut (communistische KPB-PCB). Op 20 november werden volgende personen in audiëntie ontvangen: minister van Financiën Gaston Eyskens (CVP), minister van Begroting Joseph Merlot (PSB), minister van Koloniën Pierre Wigny (PSC), minister van Staat Albert Devèze (LP), minister van Economische Zaken Jean Duvieusart (PSC), minister van Binnenlandse Zaken Piet Vermeylen (BSP), LP-Senaatsfractievoorzitter Octave Dierckx, gewezen eerste minister Paul van Zeeland (PSC), BSP-PSB-Kamerfractievoorzitter Georges Bohy, CVP-PSC-Kamerfractievoorzitter Albert de Vleeschauwer, minister van Verkeerswezen Achiel Van Acker (BSP), gewezen minister Jean Terfve (KPB-PCB), BSP-PSB-Senaatsfractievoorzitter Corneel Mertens, Senaatsvoorzitter Henri Rolin en CVP-PSC-Senaatsfractievoorzitter Edgard De Bruyne.

### Formateur Paul-Henri Spaak (20 november - 23 november 1948)

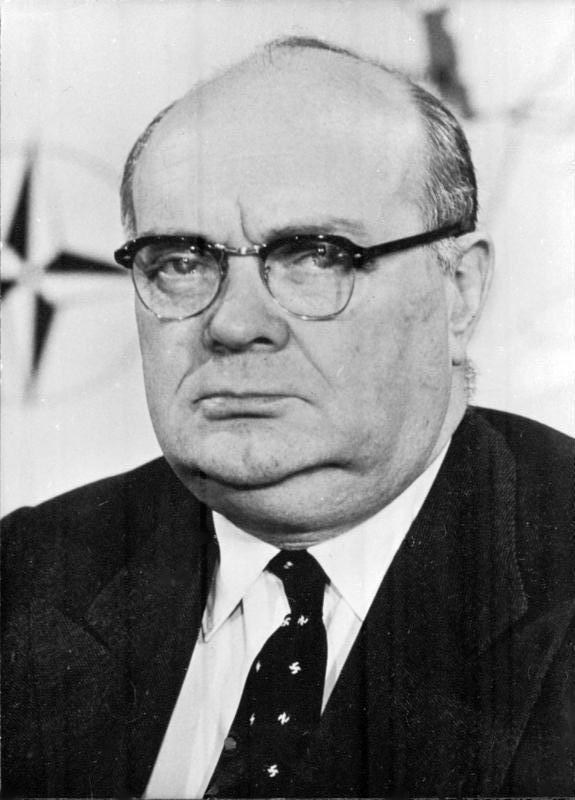
Paul-Henri Spaak.

Dezelfde dag nog werd ontslagnemend premier Spaak door de prins-regent belast met de opdracht om een nieuwe regering samen te stellen. Spaak wilde een nieuwe rooms-rode regering vormen en overhandigde daarom op 22 november aan de christendemocraten en socialisten formele voorstellen betreffende de Koningskwestie en de onderwijskwestie, de benoeming van een nieuwe minister van Justitie, de eis van de christendemocraten om het aantal ministeries te verminderen en het financieel en economisch beleid. De volgende dag verklaarde CVP-PSC zich bereid om verder te onderhandelen over Spaaks voorstellen, op voorwaarde dat het aantal ministeries werd verminderd, waarvan geen sprake was in de nota van de formateur. Vervolgens besprak Spaak samen met een delegatie onderhandelaars van CVP-PSC (voorzitter August de Schryver, ministers Gaston Eyskens en Jean Duvieusart, gewezen premier Paul van Zeeland, Paul-Willem Segers, voorzitter van de Vlaamse vleugel van de CVP, en fractievoorzitters Albert de Vleeschauwer en Edgard De Bruyne) zijn voorstellen om een nieuwe regering te vormen. De besprekingen sprongen echter af omdat men er niet slaagde om een overeenkomst te bereiken over het aantal ministerportefeuilles in de volgende regering en omdat de socialisten de controle wilden over de besteding van het geld dat België kreeg uit het Marshallplan en de aanpak van de werkloosheid, waar de christendemocraten niet mee konden instemmen. Dezelfde dag nog diende Spaak zijn ontslag in als formateur.

### Formateur Gaston Eyskens (23 november - 26 november 1948)

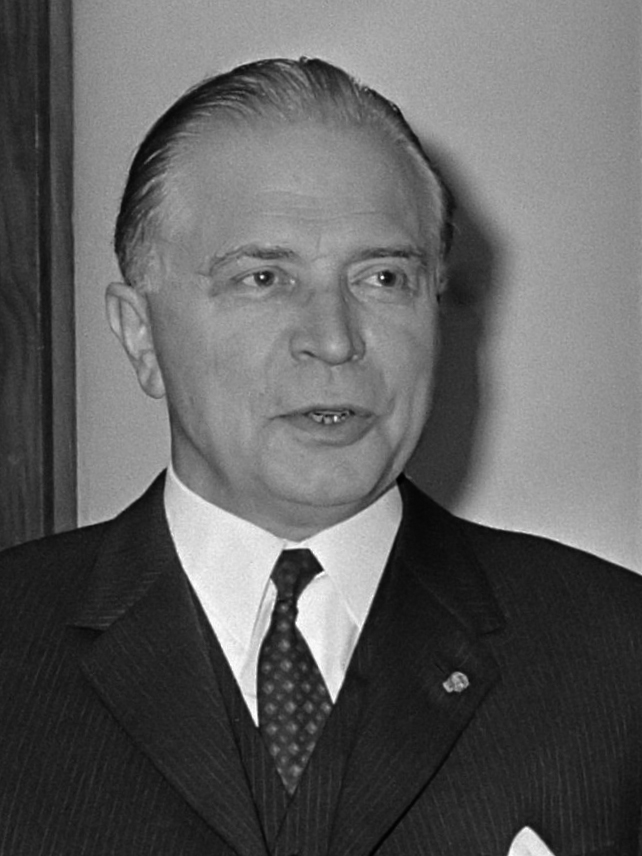
Gaston Eyskens.

Onmiddellijk nadat Spaak ontheven werd van zijn formateursopdracht, werd ontslagnemend minister van Financiën Gaston Eyskens (CVP) door prins-regent Karel in audiëntie ontvangen en kreeg hij de opdracht om een nieuwe regering te vormen. Ook Eyskens wilde een hernieuwde rooms-rode regering vormen en hij voerde besprekingen met de christendemocraten en de socialisten om een overeenkomst te vinden over de vraagstukken die nog een obstakel vormden voor de nieuwe regering. Beide partijen kwamen overeen dat de nieuwe regering opnieuw geleid zou worden door een socialist, omdat de aanstelling van een christendemocratische premier voor een grondige herschikking van de regering zou zorgen, wat volgens Eyskens de oplossing van verschillende belangrijke politieke vraagstukken kon bemoeilijken. De christendemocraten kregen in ruil meer invloed op de economische politiek van de regering. Eyskens beschouwde zijn opdracht hiermee als voltooid en diende op 26 november zijn ontslag in als formateur.

### Formateur Paul-Henri Spaak (26 november - 27 november 1948)
Na het ontslag van Eyskens stelde prins-regent Karel ontslagnemend premier Spaak op 26 november opnieuw aan tot formateur. Hij begon meteen besprekingen over de samenstelling van de nieuwe regering en dezelfde dag nog maakte Spaak de namen van de nieuwe ministers bekend. De regering-Spaak IV telde twee ministers minder dan de regering-Spaak III: Achille Delattre (PSB), minister van Energie en Brandstof, en Alfons Verbist (CVP), minister van Volksgezondheid en Gezin, verdwenen uit de regering. Minister van Begroting Joseph Merlot (PSB) moest zijn bevoegdheid afstaan en werd bevoegd voor Pensioenen en Algemeen Bestuur en Paul Struye werd als minister van Justitie opgevolgd door senator Henri Moreau de Melen (PSC). Alfons Verbist werd als minister van Volksgezondheid en Gezin opgevolgd door François-Xavier van der Straten-Waillet (CVP), tot dan toe bevoegd voor Buitenlandse Handel. Diens opvolger werd de onafhankelijke Georges Moens de Fernig, tot dan toe minister van Invoer en Ravitaillering, twee bevoegdheden die niet meer werden toegekend aan andere minister. Moens de Fernig werd tevens verantwoordelijk voor de uitvoering van het Marshallplan, terwijl de aanpak van de werkloosheid werd toevertrouwd aan Paul de Groote, de socialistische minister van Economische Coördinatie. Voorts werd overeengekomen om hete hangijzers als de Koningskwestie en de onderwijskwestie door een commissie zou worden behandeld en dat het financieel, economisch en sociaal beleid van de regering-Spaak III zou worden voortgezet. Op 27 november legde de nieuwe regering de eed af. Drie dagen later, op 30 november, werd de regeerverklaring voorgelezen in Kamer en Senaat, premier Spaak deed dat in het Frans, minister van Financiën Gaston Eyskens in het Nederlands. Dezelfde dag nog gaf de Kamer haar vertrouwen aan de regering, op 2 december gevolgd door de Senaat.
1919 · 1920 · 1921 · 1923 · 1924 · 1925 · 1926 · 1927 · 1929 · 1931 · mei 1932 · okt. 1932 · dec. 1932 · jun. 1934 · nov. 1934 · 1935 · 1936 · 1937 · 1938 ·  feb. 1939 · apr. 1939 · 1940 · 1944 · 1945 · feb-mrt 1946 · jul-aug 1946 · 1947 · 1948 · 1949 · jun 1950 · aug 1950 · 1952 · 1954 · jun. 1958 · nov. 1958 · 1961 · 1965 · 1966 · 1968 · 1971/72  · 1972/73 · 1974 · 1977 · 1978 · 1978/79 · apr.-mei 1980 · okt. 1980 · apr. 1981 · nov.-dec. 1981 · 1985 · oktober 1987 · 1987/88 · 1991/92 · 1995 · 1999 · 2003 · 2007 · 2008 · 2010/11 · 2014 · 2019/20 · 2024/25